# Carex olivieri
Carex olivieri är en halvgräsart som beskrevs av Augustin Abel Hector Léveillé. Carex olivieri ingår i släktet starrar, och familjen halvgräs. Inga underarter finns listade i Catalogue of Life.